# 布鲁斯高速公路
布鲁斯高速公路（Bruce Highway）是澳洲昆士兰州的一条重要公路，为澳洲1号高速公路的一部分。它为南北走向，将昆省首府布里斯本与昆省远北部的城市凯恩斯连接起来，全长约1700公里，为柏油路面。沿线主要城市有瑪麗伯勒、洛坎普頓、麥凱、汤斯维尔与金皮。得名于时任（1930年代）工务部长的昆省政治人物亨利·亚当·布鲁斯。